# Jan Florian (lékař)
Jan Florian (24. listopadu 1897 Brno – 7. května 1942 koncentrační tábor Mauthausen) byl český lékař, univerzitní profesor, příležitostný básník, popravený za účast v odboji proti nacistům.

## Život

### Mládí a studia
Narodil se v Brně v rodině Valentina Floriana (1854–1941), hospodářského kontrolora na panství hraběte Mitrovského v Sokolnicích, a jeho manželky Antonie, rozené Padevítkové (1872–??).
Maturoval na Prvním českém gymnasiu státním v Brně, poté v letech 1919–1925 vystudoval lékařskou fakultu Masarykovy univerzity. Již za studií vypomáhal na Ústavu histologie, kam po studiích nastoupil a v roce 1928 se zde habilitoval.

### Vědecká kariéra
V roce 1933 se na Masarykově univerzitě stal mimořádným profesorem. V letech 1933–1935 působil v Bratislavě jako mimořádný profesor histologie a embryologie na lékařské fakultě Univerzity Komenského a přednosta histologicko–embryologického ústavu. Po návratu do Brna se zde stal přednostou histologicko–embryologického ústavu Masarykovy univerzity. Řádným profesorem se na Masarykově univerzitě stal v roce 1937.
Po odborné stránce vyniknul jako embryolog s mezinárodní reputací. V odborných kruzích se proslavil podrobným studiem časného vývoje člověka a vytvořením sbírky mladých lidských zárodků o stáří 13–18 dnů, kterou podrobně popsal a doložil mikrofotografickou dokumentací a modely.

### Německá okupace
Bezprostředně po zřízení Protektorátu Čechy a Morava do protinacistického odboje v organizaci Obrana národa. Jako jediný z akademických funkcionářů protestoval proti uzavření českých vysokých škol po událostech 17. listopadu 1939, které označil za „...bezprecedentní likvidační akt namířený proti české inteligenci“. Po rozbití Obrany národa v únoru 1940, kdy ještě unikl zatýkání, se Jan Florian zapojil do odbojové organizace Moravská pětka.
Ještě v květnu 1941 ocenily Lidové noviny odbornou úvahu Jana Floriana v časopise Věda a život o buněčné teorii. Bezprostředně po příchodu Reinharda Heydricha do Prahy byl Jan Florian 1. října 1941 zatčen. Po zatčení odmítl nabídky na spolupráci s německými vědci, odsouzen k smrti byl 13. ledna a popraven 7. května 1942.

### Rodinný život
Dne 27. února 1926 se oženil s Helenou Ondrovou, učitelkou na obecné škole (1898–??). Manželé Florianovi měli dceru Helenu (* 1928), provdanou Pinterovou.

## Akademické funkce
V letech 1939–1940 byl posledním děkanem lékařské fakulty Masarykovy univerzity před uzavřením univerzit.

## Dílo
Jan Florian publikoval nejen odborné práce, ale i verše. Byl členem Moravského kola spisovatelů.
Z odborných společností byl členem Československé biologické společnosti, Moravské přírodovědecké společnosti, Přírodovědeckého klubu v Brně, Učené společnosti Šafaříkovy, L´association des anatomistes (Anatomischer Gesellschaft), Československé národní rady badatelské.

### Odborné práce (knižní vydání)
- Uspořádání částic v hladkém svalu cév pupečního provazce (Brno, Lékařská fakulta Masarykovy university, 1923)
- Grafická rekonstrukce velmi mladých lidských zárodků =(Brno, Lékařská fakulta Masarykovy university, 1928)
- Vývoj primitivního proužku, kloakové membrány a allantoidy u člověka (spolu s O. Volkerem; Brno, Lékařská fakulta Masarykovy university, 1928)
- Průběh roviny řezu u některých dosud popsaných mladých lidských zárodků (Brno, Lékařská fakulta Masarykovy university, 1930)
- Vývoj stvolu a rozšiřování amniové dutiny do tkáně stvolu u mladých lidských zárodků (Brno, Lékařská fakulta Masarykovy university, 1930)
- Embryologie (autor první části Dr. Jan Florian, druhé části Dr. Zdeněk Frankenberger; V Praze, Melantrich, 1936)
- Od prvoka k člověku (V Praze, Česká grafická Unie, 1939)

### Ostatní
- Písně filosofické (V Brně, Moravské kolo spisovatelů, 1941)

## Posmrtné připomínky
- Jméno Jana Floriana je uvedeno na pamětní desce umučených brněnských vědců a učitelů vysokých škol v bývalém koncentračním táboře Mauthausen a na desce obětí nacistické okupace ve foyeru budovy Lékařské fakulty Masarykovy univerzity
- Florianova ulice je v Králově Poli v Brně